# Gerd Burtchen
Gerd Burtchen (* 16. Oktober 1920 in Braunschweig; † 16. November 1959 ebenda) war ein deutscher Karikaturist, Maler und Grafiker.

## Leben und Werk
Als Kind erlitt Burtchen einen schweren Unfall, der dazu führte, dass er zeit seines Lebens behindert war, einen Gehstock benutzen musste und in späteren Jahren seine Wohnung kaum mehr verlassen konnte. Von 1936 bis 1942 studierte er an der Kunstgewerbeschule Braunschweig unter anderem Zeichnen und Malerei. Er arbeitete später lange Jahre als satirischer Zeichner für die Braunschweiger Zeitung. Burtchen war neben Peter Lufft einer der bekanntesten Karikaturisten im Nachkriegsdeutschland. Er gehörte ebenfalls zum Kreis der Konstruktivisten um Walter Dexel. Einige seiner Ölgemälde befinden sich heute im Städtischen Museum Braunschweig.
Burtchen heiratete 1945, 1959 wurde die Ehe geschieden. Am 16. November 1959 beging Gert Burtchen in seinem Atelier in Braunschweig Suizid.